# Konstantin Olenin
Konstantin Iwanowicz Olenin, ros. Константин Иванович Оленин (ur. w 1881 r. w guberni tambowskiej, zm. ?) – rosyjski, a następnie emigracyjny prawnik, poeta i publicysta.
Ukończył imperatorską szkołę prawa w Sankt Petersburgu. Pisał artykuły literackie do prasy rosyjskiej. W 1906 r. w Moskwie opublikował niewielki zbiór wierszy. Podczas rosyjskiej wojny domowej walczył w szeregach wojsk Białych gen. Antona I. Denikina. W listopadzie 1920 r. wraz z pozostałymi wojskowymi został ewakuowany z Krymu do Gallipoli. Na emigracji zamieszkał w Królestwie SHS. W 1924 r. opublikował zbiór wierszy pt. „Prieludii. Stichi”. Następnie przeniósł się do Francji, skąd przyjechał do Polski. W Warszawie organizował autorskie wieczorki literackie. Ostatecznie zamieszkał w Wilnie, gdzie otrzymał pracę nauczyciela logiki w jednym z gimnazjów. Następnie został współwłaścicielem sklepu. Jednocześnie kontynuował karierę literacką, biorąc udział w spotkaniach literackich. Był autorem kolejnych zbiorów wierszy pt. „Nieskolko słow” i „Stichotworienija”. Pisał artykuły literackie do emigracyjnej prasy rosyjskiej. Ponadto tłumaczył na rosyjski utwory Juliusza Słowackiego, Adama Mickiewicza i Bolesława Leśmiana. Pod koniec lat 30. otrzymał pracę w sądzie miejskim w Sarnach. Po zajęciu miasta przez Armię Czerwoną jesienią 1939 r., zniknął bez śladu.